# Mosteiro da Part-Dieu
O Mosteiro da Part-Dieu - em francês:  Chartreuse de la Part-Dieu - é mosteiro de  Cartuxos, situado em Gruyères, mas à entrada de Bulle, cantão de Friburgo na Suíça.

## História
O Mosteiro da Part-Dieu que foi fundada em 1307 pela condessa Catherine de Weissenbourg esposa de Pierre III de Gruyère, nos terrenos do conde do mesmo nome, esteve ocupada até 1848, altura em que foi preferido o de Valsainte
Dependente religiosamente da diocese de Lausana, dependia temporalmente do conde de Gruyères e da Casa de Sabóia, condes que a dotaram do mínimo indispensável atendendo às dificuldades financeiras. Foi ocupada por cerca de 15 religiosos .